# Shingo Arizono
Shingo Arizono (有薗 真吾 Arizono Shingo?), född 4 december 1985 i Kagoshima prefektur, är en japansk fotbollsspelare.
Arizono började sin karriär 2009 i Thespa Kusatsu (Thespakusatsu Gunma). Han spelade 97 ligamatcher för klubben. Efter Thespakusatsu Gunma spelade han för FC Machida Zelvia, Blaublitz Akita och Giravanz Kitakyushu.